# Associació de Tennistes Professionals
L'Associació de Tennistes Professionals (ATP) fou creada el 1972 amb l'objectiu de protegir i vetllar pels interessos dels jugadors de tennis masculins. Un any més tard, les dones van formalitzar l'Associació de Tennis Femení (WTA) amb la mateixa intenció. El 1990, l'associació es va convertir en l'organitzadora del circuit principal de tennis a nivell mundial, conegut des d'aleshores com a ATP Tour.

## Categories dels campionats
A 2006, l'ATP Tour tenia set categories de torneigs implícites en el circuit:o:
1. Tennis Masters Cup
2. Tennis Masters Series Tournaments
3. International Series Gold Tournaments
4. International Series Tournaments
5. Challenger Tournaments
6. Satellite Series Circuits
7. Futures Tournaments

Els jugadors que reuneixen més punts en l'ATP Race, guanyen el dret de disputar esdeveniments especials al final de la temporada. En modalitat individual competeixen en la Tennis Masters Cup mentre que en dobles es disputen el World Doubles Tennis Championship.
L'ATP Tour supervisa també cada primavera una competició per països, la World Team Cup.
Aquesta taula mostra detalls estructurals sobre l'organització dels torneigs del circuit de tennis professional:
| Categoria de l'esdeveniment | Nombre el 2004 | Premi en metàl·lic (USD) | Punts pel Tour | Institució competent |
| --------------------------- | -------------- | ------------------------ | -------------- | -------------------- |
| Grand Slams                 | 4              | de 6.700.000 a 8.300.000 |                | ITF                  |
| Tennis Masters Cup          | 1              | 4.450.000                |                | ATP i ITF            |
| ATP Masters Series          | 9              | de 2.450.000 a 3.450.000 |                | ATP                  |
| ATP Intl. Series Gold       | 9              | de 615.000 a 1.000.000   |                | ATP                  |
| ATP Intl. Series            | 44             | de 333.000 a 1.000.000   |                | ATP                  |
| ATP Challenger Series       | 146            | de 25.000 a 150.000      |                | ATP i ITF            |
| ITF Men's Circuit           | 534            | 10.000 a 25.000          |                | ITF                  |